# Tetragonodon pellax
Tetragonodon pellax is een mosselkreeftjessoort uit de familie van de Philomedidae. De wetenschappelijke naam van de soort is voor het eerst geldig gepubliceerd in 1989 door Kornicker.